# دنيس رولاند
دنيس رولاند (بالإنجليزية: Dennis Roland)‏ هو لاعب كرة قدم أمريكية أمريكي، ولد في 10 مارس 1983 في لينشبرغ في الولايات المتحدة.

## وصلات خارجية
- دنيس رولاند على موقع مرجع كرة القدم المحترفة.كوم (الإنجليزية)